# 薩帕哈區
6°34′45″S 76°15′57″W / 6.5791°S 76.2659°W
薩帕哈區（西班牙語：Distrito de Shapaja），是秘魯的一個區，位於該國中北部聖馬丁大區的聖馬丁省，始建於1920年8月14日，面積270.4平方公里，海拔高度207米，2005年人口1,799，人口密度每平方公里6.7人。